# أنطونيو رودريغيز
أنطونيو رودريغيز (بالإسبانية: Antonio Rodríguez Salvador) (و. 1960 – م) هو شاعر، وكاتب، وعالم اقتصاد، من كوبا.